# TK Xadrez
TK Xadrez é um programa de xadrez para microcomputadores TK82C, TK 83 e TK 85, desenvolvido pela Microsoft e comercializado pela Microdigital. Foi lançado no Brasil nas versões I e II no início da década de 80.

## Características
O programa era comercializado em fitas cassete e carregado nos microcomputadores da linha TK por meio de pequenos gravadores, utilizando-se os comandos LOAD "" ou LOAD "TKADREZ". Antes do início da partida, o usuário deveria responder algumas perguntas: "JOGO, ANÁLISE ou LOAD (J,A,L)"? Se a resposta fosse "A", o usuário poderia poderá montar o tabuleiro para análise. Se a resposta for "L", seria carregada da fita uma partida previamente armazenada. Com a resposta "J" haveria consulta sobre a escolha de cores: BRANCAS (B) ou PRETAS (P) e do nível do jogo de 0 a 6.

## Tabuleiro
As peças são representadas no tabuleiro por uma letra como segue: R - Rei, D - Dama, T - Torre, B - Bispo, C - Cavalo, P - Peão, sendo que as peças brancas são mostradas com a letra indicativa da peça em branco sobre o fundo preto e as peças pretas com letra preta sobre fundo branco. Cada quadrado é representado pelas suas coordenadas; A a H da esquerda à direita e 1 a 8 de baixo para cima, de acordo com a notação internacional. O movimento das peças é efetuado por meio de inserção das coordenadas do quadrado que a mesma ocupa atualmente seguido das coordenadas do quadrado onde se dirige (por exemplo, E2E4). No caso de erro de digitação, o comando RUBOUT (shift 0) é utilizado para correção. No caso de movimento ilegal, a palavra ERRADO aparecerá no vídeo. Se o programa efetuar roque, sinaliza O-O (pequeno roque) ou O-O-O (grande roque). Se capturar peão en passant, indicará na tela a mensagem PxPEP.

## Emuladores atuais
Atualmente é possível se disputar partidas de xadrez no TK Xadrez I e II por meio dos inúmeros emuladores do ZX81 disponíveis na internet. Os programas TK Xadrez também se encontram disponíveis na forma de arquivos de extensão .p normalmente nomeados como tkadrez1.p e tkadrez2.p. Existem emuladores online desenvolvidos em Java, sendo necessário apenas que os arquivos .p  sejam carregados por meio do botão Load Program.